# Perotis hordeiformis
Perotis hordeiformis är en gräsart som beskrevs av Christian Gottfried Daniel Nees von Esenbeck, William Jackson Hooker och George Arnott Walker Arnott. Perotis hordeiformis ingår i släktet Perotis och familjen gräs. Inga underarter finns listade i Catalogue of Life.